# Inchiri
Inchiri en region beliggende i den vestlige del af Mauretanien, som grænser til Vestsahara, og består af kun et departement (moughataa) med 11.500 indbyggere.
| Departementer ("moughataa") | Indbyggertal (2000) | Kommuner (hovedstaden øverst)                             |
| --------------------------- | ------------------- | --------------------------------------------------------- |
| Akjoujt                     | 11.500              | - Akjoujt, 7.904 indbyggere - Bennechab, 3.596 indbyggere |

## Eksterne kilder og henvisninger
- Statistik

19°50′N 14°23′V / 19.833°N 14.383°V
|  | Infoboks uden skabelon Denne artikel har en infoboks dannet af en tabel eller tilsvarende. |